# 克勞斯·羅可辛
克劳斯·罗克辛（德語：Claus Roxin，1931年5月15日—2025年2月18日；又譯駱克辛），德国法学家，巴伐利亚科学与人文学院院士。刑法领域最具影响力的理论家之一，在德国国内及国际上享有极高声誉。目前全世界已有28所大学向他颁发荣誉博士头衔。曾於1994年訪問臺灣。

## 简历
罗克辛生于汉堡，于1950年至1954年就读于汉堡大学，毕业后为海因里希·亨克尔（Heinrich Henkel）教授作助教。1957年他凭借《开放的构成要件与法义务特征》（Offene Tatbestände und Rechtspflichtmerkmale）为题的论文获得博士头衔。1962年又因为对《正犯和犯罪支配》（Täterschaft und Tatherrschaft）的研究通过了大学授课资格考试。
1963年，年仅32岁的罗克辛成为哥廷根大学的法学教授。1966年他参加了《德國刑法典》总则部分所谓“选择性草案”的制定和提交工作。这部在当时极富自由精神和创新意义的“草案”，对联邦德国的刑事法学产生了重要影响。罗克辛也参加了刑法典分则部分“选择性草案”的编写工作，该草案于1968年至1972年分四卷出版。
当时，包括罗克辛在内的一些德国和瑞士的法学家不断探讨刑法的改革。1973年，他们公布《监狱管理法》的“选择性草案”，引发了刑法学界的争鸣。他们即于1980年又公布了《刑事诉讼法》的“选择性草案”。（见德国刑法改革）
从1971年起，罗克辛的教学和研究地点从哥廷根转到了慕尼黑大学。作为刑法学、刑事诉讼法学和一般法原理的教授，他在慕尼黑共执教28年。从1974年起，他还担任了全体刑法学研究所学术所长。罗克辛于1999年退休。
因为在电视节目《您将怎样判决？》里客座登场，罗克辛在1970年代获得了法学界以外的较大知名度。
克劳斯·罗克辛还是《整体刑法学杂志》和《刑法新刊》两本专业刊物的共同出版人。自1994年起，成为巴伐利亚科学院院士。
出于个人兴趣，罗克辛还与他人一起成立了整理和研究作家卡尔·麦作品与生平的卡尔·麦研究会，并于1971年至1999年担任该会主席。1999年罗克辛退休时被该会授予荣誉主席。2000年，罗克辛获颁联邦十字勋章。
罗克辛与妻子育有三个子女。
2025年2月18日，駱克信逝世，享耆壽93歲。

## 略事
駱克信對客觀歸責理論（Objektive Zurechnung）、犯罪支配、開放性構成要件（offener Tatbestand）、義務犯（Pflichtdelikt）等概念之建立、發展有極重要的貢獻。臺灣繼受德國刑法觀念至深，多數刑法學家留學德國，國立台灣大學法律學院教授林鈺雄即師承駱克信。1994年曾訪問台灣，參與國立政治大學所舉辦的一場國際性學術研討會，相關文章收錄於《政大法學評論》第50期。

## 著作
在近半个世纪的学术生涯里，罗克辛著作颇丰，他的许多著作对德国刑法学的发展和沿革影响甚深，被公认为刑法学的经典著作.例如《正犯和犯罪支配》一书，该著作原是1962年罗克辛通过教学资格考试的论文，历经44载，已经于2015年出版到第9版，并已被翻译成多国语言。另外，从1967年由他接手编著的《刑事诉讼法教科书》已经在1998年出到了第25版。他的另一部经典著作—《刑法总论》的第一卷已经于2005年在北京被翻译成中文出版。截至2003年，他已经独立出版专著17部，与其他学者合作发表了教科书和专著4部，其中的《刑法典、刑事执行法和刑事诉讼法的选择性草案》一书共计13卷，从1966年开始，到2004年才出齐。此外，罗克辛还出版了150篇以上的学术论文和杂文。

## 學術著作
Roxin is the author of multiple books, essays and annotations. Amongst them are:
- Offene Tatbestände und Rechtspflichtmerkmale. 2nd edition. Verlag Cram, de Gruyter & Co., Hamburg 1970.
- Täterschaft und Tatherrschaft. 8th edition. Verlag de Gruyter, Hamburg 2006.
- Strafrecht, Allgemeiner Teil, Band I: Grundlagen. Der Aufbau der Verbrechenslehre. 4th edition. Verlag C. H. Beck, München 2006.
- Strafrecht, Allgemeiner Teil, Band II: Besondere Erscheinungsformen der Straftat. Verlag C. H. Beck, München 2003.
- Karl May, das Strafrecht und die Literatur. in: Jahrbuch der Karl-May-Gesellschaft 1978, S. 9-36（页面存档备份，存于）.

## 外部連接
- Official homepage（页面存档备份，存于）
- 克勞斯·羅可辛（德国国家图书馆目录）